# Natnael Tesfatsion
Natnael Ocbit Tesfatsion (Asmara, 23 maggio 1999) è un ciclista su strada eritreo che corre per la Movistar Team. Attivo in formazioni UCI dal 2019, nel 2020 e nel 2022 ha vinto il Tour du Rwanda.

## Palmarès
- 2020 (NTT Continental Cycling Team, tre vittorie)

2ª tappa La Tropicale Amissa Bongo (Bitam > Oyem)
4ª tappa Tour du Rwanda (Kamembe-Rusizi > Rubavu)
Classifica generale Tour du Rwanda
- 2022 (Drone Hopper-Androni Giocattoli, due vittorie)

Classifica generale Tour di Rwanda
2ª tappa Adriatica Ionica Race (Castelfranco Veneto > Cima Grappa)
- 2024 (Lidl - Trek, una vittoria)

Campionati eritrei, Prova in linea Elite

### Altri successi
- 2019 (Team Dimension Data for Qhubeka)

1ª tappa Tour de l'Espoir (Douala > Douala, cronosquadre)
Classifica a punti Tour de l'Espoir
- 2020 (NTT Continental Cycling Team)

Classifica giovani La Tropicale Amissa Bongo
Classifica giovani Tour du Rwanda
Classifica miglior corridore africano Tour du Rwanda
- 2022 (Drone Hopper-Androni Giocattoli)

Classifica giovani Tour du Rwanda
Premio combattività Tour of the Alps
Classifica scalatori Adriatica Ionica Race

## Piazzamenti

### Grandi Giri
- Giro d'Italia

2021: 92º
2022: ritirato (16ª tappa)
2023: non partito (11ª tappa)

### Classiche monumento
- Giro di Lombardia

2022: ritirato
2023: 84º

### Competizioni mondiali
- Campionati del mondo su strada

Yorkshire 2019 - In linea Under-23: ritirato
Fiandre 2021 - In linea Under-23: 82º
Wollongong 2022 - In linea Elite: ritirato
Zurigo 2024 - In linea Elite: 53º